# 拉德维斯
拉德维斯（法語：La Devise，法語發音：[la dəviz]）是法国滨海夏朗德省的一个市镇，位于该省北部，属于罗什福尔区。

## 地名
该市镇得名于德维斯河（Devise），同时也是该河的发源地。

## 历史
拉德维斯成立于2018年1月1日，由以下三个市镇合并而成：
- 谢尔韦特（Chervettes）
- 圣洛朗-德拉巴里耶尔（Saint-Laurent-de-la-Barrière）
- 旺德雷（Vandré）

其中为旺德雷政府驻地。

## 地理
拉德维斯（46°3'23"N, 0°45'50"W）面积26.83 平方千米，位于法国新阿基坦大区滨海夏朗德省，该省份为法国西部滨海省份，北起旺代省，西临大西洋，南至吉倫特省，东南接多爾多涅省，东北接德塞夫勒省接壤，东临夏朗德省。
与拉德维斯接壤的市镇（或旧市镇、城区）包括：布勒伊拉雷奥尔特、热努耶、叙热尔、圣皮埃尔拉努、阿讷宰、皮罗朗。
拉德维斯的时区为UTC+01:00、UTC+02:00（夏令时）。

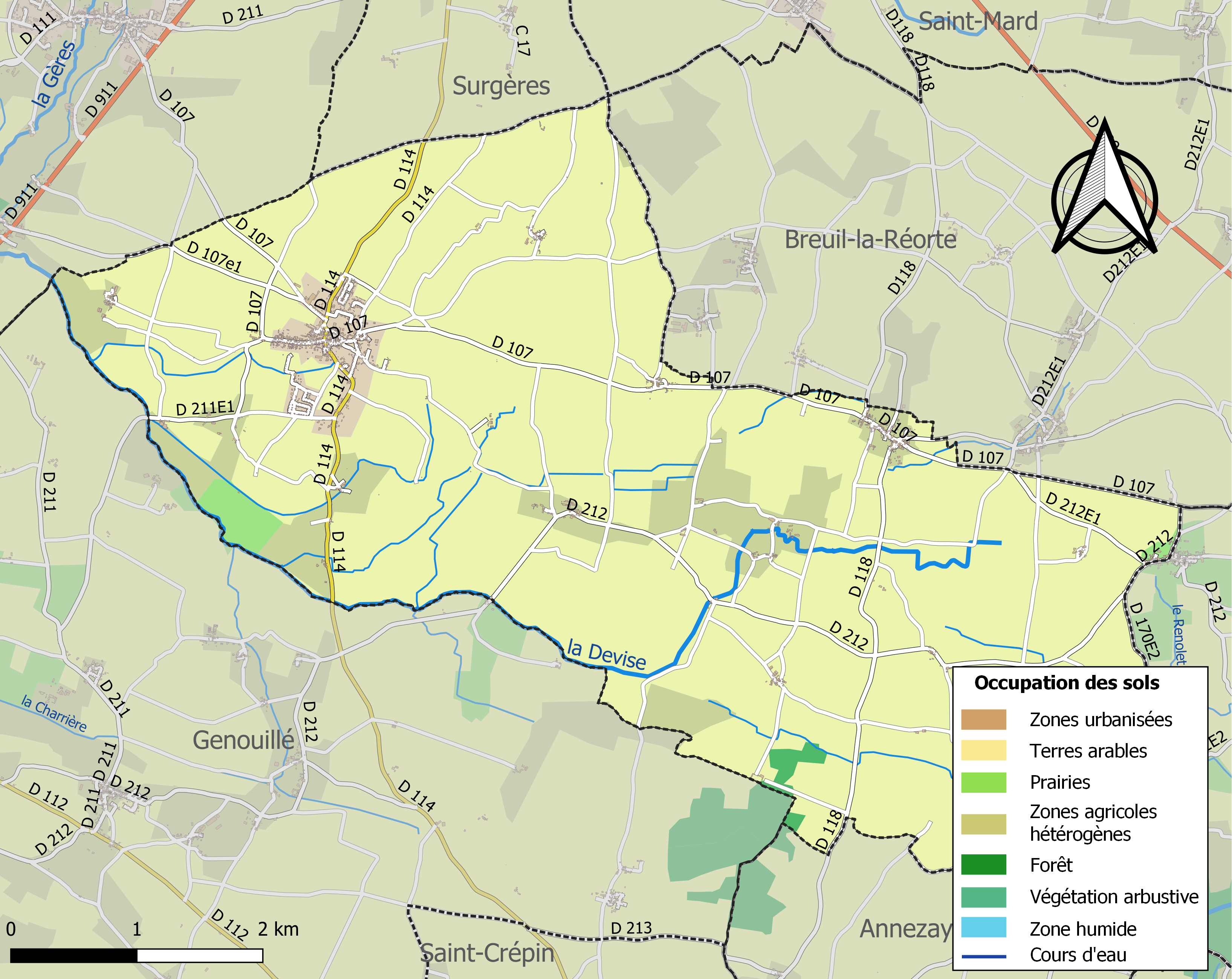
拉德维斯的OSM定位图

## 行政
拉德维斯的邮政编码为17700，INSEE市镇编码为17457。

## 政治
拉德维斯所属的省级选区为圣让当热利县。

## 人口
拉德维斯于2022年1月1日时的人口数量为1196人。